# Pedro (football)
Pour les articles homonymes, voir Pedro, Pedro Rodríguez et Rodríguez.
Ne doit pas être confondu avec Pedro Ledesma.
Pedro Eliezer Rodríguez Ledesma, appelé Pedro, né le 28 juillet 1987 à Santa Cruz de Tenerife, est un footballeur international espagnol évoluant au poste d'attaquant à la Lazio Rome.
En remportant la Ligue Europa en 2019 avec Chelsea, Pedro devient le premier joueur à avoir gagné la Ligue des champions, la Ligue Europa, la Supercoupe d'Europe, le championnat du monde des clubs, la Coupe du monde et le championnat d'Europe.

## Biographie

### Formation et débuts
Pedro rejoint La Masía, le centre de formation du FC Barcelone, à l'âge de 17 ans, en provenance d'un club local, le CD San Isidro.
Après être passé par les équipes juniors et le Barça Atlètic sous les ordres de Pep Guardiola, il joue depuis 2008 avec l'équipe première du club catalan avec laquelle il est sous contrat jusqu'en 2016 avec une clause libératoire qui s'élève à 90 millions d'euros.

### FC Barcelone (2008-2015)
Le 12 janvier 2008, Pedro débute en équipe première en remplaçant Samuel Eto'o face au Real Murcie.
Il remporte la Ligue des champions 2008-2009, entrant en jeu en finale.
Le 28 août 2009, il offre la victoire en Supercoupe d'Europe au FC Barcelone, en inscrivant l'unique but de la rencontre à la 116e minute contre le Chakhtior Donetsk. Le 16 août 2009, Pedro avait déjà marqué et délivré une passe décisive lors du match aller de la Supercoupe d'Espagne remportée par le FC Barcelone face à l'Athletic Bilbao.
Le 3 octobre 2009, Pedro marque l'unique but du Barça face à Almeria qui permet au club de continuer sa série de victoires. Le 28 octobre 2009, Pedro réussit un doublé lors de la victoire 2 à 0 du Barça sur le terrain de la Cultural y Deportiva Leonesa lors des 16èmes de finale de la Coupe d'Espagne.
Pedro est le premier joueur de l'histoire du football à avoir marqué dans six compétitions de club différentes lors d'une même saison (2009-2010) : Championnat d'Espagne, Coupe d'Espagne, Ligue des champions, Supercoupe d'Europe, Supercoupe d'Espagne et Coupe du monde des clubs.
Il conclut cet exploit le 16 décembre 2009 lors de la demi-finale de Coupe du monde des clubs contre CF Atlante où il inscrit le troisième but de son équipe. Le 19 décembre 2009 en finale contre Estudiantes de la Plata il inscrit le but de l'égalisation à la 89e minute ce qui permet au FC Barcelone de jouer les prolongations pour finalement remporter le match (2-1) et empocher son sixième titre de l'année 2009.
Le 10 avril 2010, Pedro marque le deuxième but de la victoire par 2 à 0 du FC Barcelone au stade Santiago-Bernabéu. Quatre jours après, Pedro inscrit un but extraordinaire depuis le milieu du terrain face au Deportivo La Corogne (but rappelant Pelé et qui entraîne le délaissement de son surnom "Pedrito" pour "Pedro", signe de maturité footballistique du joueur).
Le 18 décembre 2010, lors du derby opposant l'Espanyol Barcelone et le FC Barcelone, Pedro marque un doublé et réalise un de ses meilleurs matchs.
Pedro joue son 100e match le 16 janvier 2011 contre Malaga sous les couleurs du Barça et par la même occasion, marque un but.
Le 3 mai 2011, il marque le seul but du FC Barcelone lors du match retour de la demi-finale de Ligue des champions contre le Real Madrid. Le score final est (1-1) , le Barça se qualifiant pour la finale après la victoire (2-0) à l'aller à Bernabeu. Pedro marque le premier but de la victoire du FC Barcelone en finale de la Ligue des champions face à Manchester United le 28 mai 2011. C'est le premier joueur espagnol de l'histoire du club à marquer lors d'une finale de Ligue des champions
Le 5 juillet 2011, Pedro renouvelle son contrat avec le FC Barcelone jusqu'en 2016, contrat assorti d'une clause libératoire de 150 millions d'euros.
En 2011, il remporte cinq titres avec le FC Barcelone : la Ligue des champions, la Supercoupe d'Espagne, la Liga, la Supercoupe de l'UEFA, et la Coupe du monde des clubs.
Le 30 janvier 2013, Pedro dispute son 200e match sous le maillot blaugrana face au Real Madrid lors de la demi-finale aller de Coupe du Roi.
Depuis ses débuts avec le FC Barcelone, Pedro accumule un nombre impressionnant de 65 buts mais aussi de plus de 20 passes décisives, alors qu'il commence souvent les matchs comme remplaçant.
Au début de la saison 2013-2014, Pedro change son numéro 17, pour prendre le numéro 7 de David Villa (parti à l'Atlético Madrid). Il réalise un triplé le 21 septembre 2013 contre le Rayo Vallecano, contribuant à un succès 4-0 en Liga. Le 22 décembre 2013, Pedro inscrit son deuxième hat-trick de la saison face à Getafe, en huit minutes, alors que Barcelone est mené 2-0 au cours d'une rencontre finalement remportée 2-5. Il finit l'exercice avec quinze buts en championnat ainsi que huit passes délivrées, son meilleur total en Liga.
Lors de la saison 2014-2015, Pedro inscrit un triplé contre Huesca en seizièmes de finale de la Copa del rey. Face à Levante, Pedro atteint les 300 matchs avec le Barça.
Le 9 mai 2015, lors de la 36e journée de Liga face à la Real Sociedad, Pedro marque un but magnifique d'une sublime bicyclette acrobatique et permet à son équipe de garder la tête du championnat. Le 30 mai, Barcelone soulève la Copa del rey après une victoire contre l'Athletic Bilbao (3-1).
Le 4 juin 2015, Pedro renouvelle son contrat jusqu'en 2019,. Le 6 juin, Barcelone remporte pour la cinquième fois de son histoire la Ligue des champions contre la Juventus (3-1). Entré en fin de seconde période, Pedro offre une passe décisive à Neymar pour le but du sacre,.
Le 11 août 2015, Pedro inscrit le but décisif qui donne la victoire à Barcelone en finale de la Supercoupe de l'UEFA face au Séville FC (victoire 5 à 4),. Lors de la remise du trophée, le comportement de l'Espagnol ne passe pas inaperçu. En effet, alors que ses coéquipiers fêtent le titre, Pedro se tient à l'écart du groupe, maussade et les yeux dans le vague. Depuis quelque temps, la presse se fait de plus en plus insistante sur un départ probable de l'ailier, afin d'avoir un temps de jeu plus important. De nombreux clubs de renoms s'intéressent au joueur, tels Manchester United ou Manchester City. Luis Enrique, l'entraîneur de Barcelone, explique vouloir garder son joueur qui possède selon lui « un très bon niveau ». Néanmoins, le Barça ne compte pas délivrer Pedro à un prix inférieur à 30 millions d'euros. Le 14 août, Bilbao balaye un Barcelone apathique en Supercoupe d'Espagne (4-0). Au match retour, les Blaugranas concèdent le nul 1-1 mais perdent le titre et sont privés de sextuplé.
Le 20 août 2015, il quitte le FC Barcelone à 28 ans après onze années passées au club et 20 titres remportés. Pedro aura, par ses buts, donné de nombreux titres au club.

### Chelsea FC (2015-2020)
Le 20 août 2015, le club anglais annonce la signature de Pedro pour un montant de 28 millions d'euros, comprenant deux millions d'euros de bonus,. Il y retrouve Cesc Fàbregas, ancien coéquipier à Barcelone. Pedro explique que son choix s'est porté sur Chelsea parce que José Mourinho l'a convaincu et qu'« il a gagné des titres partout où il est allé. »
Le 23 août, pour son premier match avec Chelsea, il marque un but et effectue une bonne rencontre contre West Bromwich, recevant ainsi le trophée d'homme du match. Après la rencontre, son coéquipier Fàbregas affirme que « Pedro est fantastique. » Quant à Mourinho, il dit en conférence de presse : « Pedro est un très bon joueur[...] c’est très bien pour lui qu’il ait réussi ses débuts de cette façon. » Malgré des débuts remarqués, la première partie de saison de Pedro outre-manche s'avère délicate, autant individuellement que collectivement. Chelsea perd match sur match en championnat, et se rapproche de la zone de relégation. Ces mauvais résultats conduisent logiquement le club à se séparer de Mourinho, remplacé par Guus Hiddink. Durant la trêve hivernale, certains médias font état d'un possible départ de Pedro, ce que le joueur nie, affirmant vouloir aider le club à « remonter la pente ». Sous les ordres du technicien néerlandais, l'ailier semble retrouver sa forme en marquant cinq fois, dont deux doublés. Chelsea, qui remonte en seconde partie de saison, finit dixième de Premier League.
Avec ce club, Pedro est champion d'Angleterre en 2017 et remporte la Coup d'Angleterre l'année suivante.
Grâce à son succès en Ligue Europa en 2019, Pedro rejoint Fernando Torres, Juan Mata, Jürgen Kohler et Andreas Möller dans le cercle fermé des joueurs ayant gagnés cette compétition en plus de la Coupe du monde (2010), l'Euro (2012) et la Ligue des champions (2009, 2011 et 2015), considérés en Europe comme les quatre titres internationaux majeurs.
Pendant le confinement, en fin mars 2020, Pedro annonce qu’il quittera Chelsea à la fin de la saison 2019-2020.

### AS Rome (2020-2021)
En fin de contrat avec Chelsea, Pedro signe à l'AS Rome pour trois saisons le 25 août 2020.
Pedro est titularisé par Paulo Fonseca pour ses débuts en Serie A le 19 septembre 2020, au cours d'un nul 0-0 contre l'Hellas Vérone,. Il marque son premier but le 3 octobre et offre une victoire à l'extérieur sur le score de 0-1 contre l'Udinese Calcio.

### Lazio Rome (depuis 2021)
Le 19 août 2021, Pedro signe avec la Lazio. Après un premier bail signé jusqu'en juin 2025, le joueur espagnol a prolongé son contrat d'une année supplémentaire jusqu'en juin 2026.

### En équipe nationale

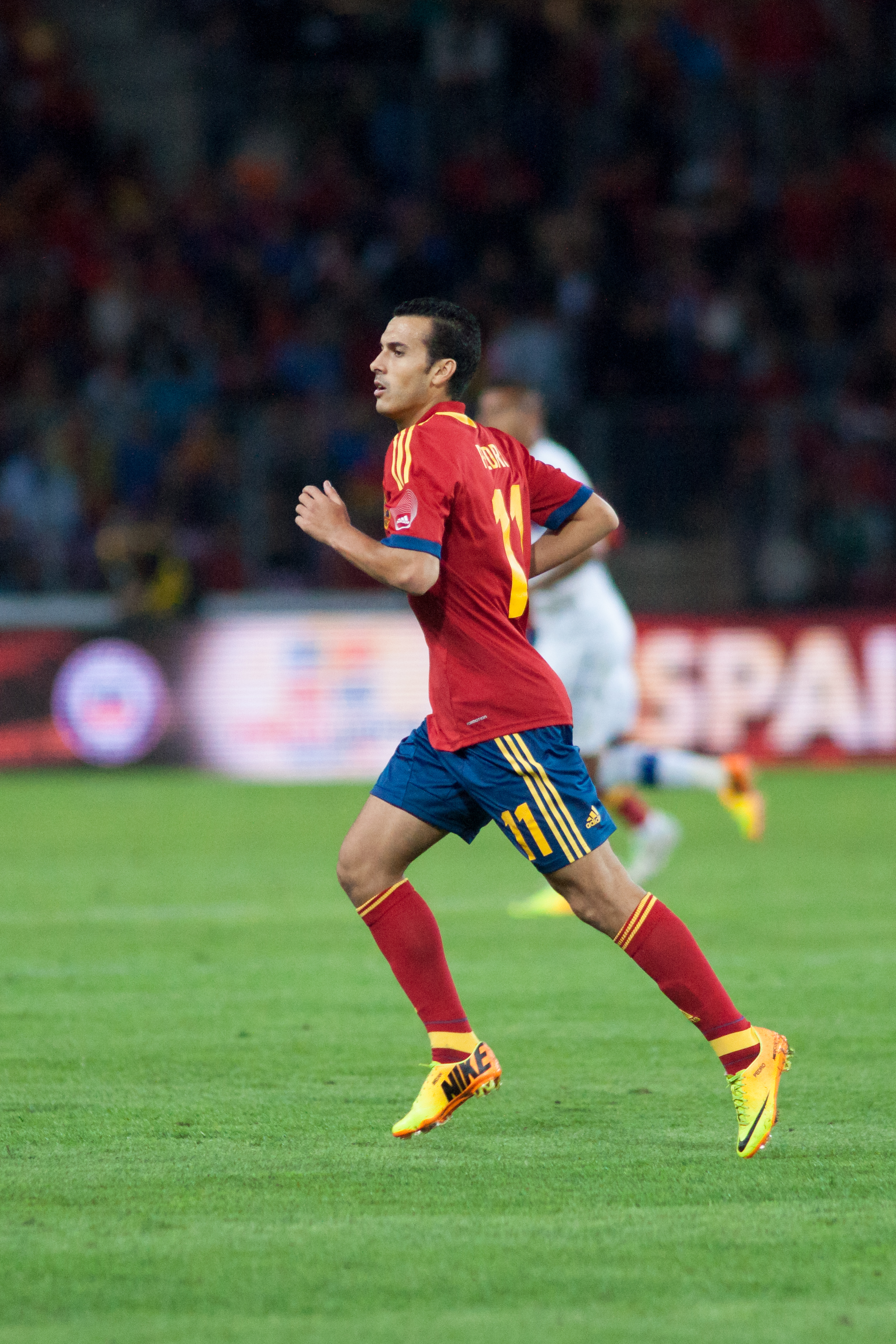
Pedro avec l'Espagne en 2013.

Le sélectionneur espagnol Vicente del Bosque inclut Pedro le jeudi 20 mai 2010 dans la liste des 23 joueurs sélectionnés en vue de la Coupe du monde 2010 en Afrique du Sud. Pedro débute avec l'Espagne le 29 mai 2010 lors d'un match amical contre l'Arabie saoudite, match remporté par les Espagnols par 3 buts à 2.
Il inscrit son premier but avec l'Espagne le 8 juin 2010 contre la Pologne à l'occasion d'un match amical avant la Coupe du monde.
Le 7 juillet 2010, Pedro est dans le onze initial qui bat l'Allemagne sur le score de 1 à 0 en demi-finale de la Coupe du monde. Le 11 juillet 2010, il est de nouveau titularisé en finale face aux Pays-Bas et remporte son premier titre avec la Roja (1-0).
Le 12 octobre 2012, Pedro réussi le premier hat-trick de sa carrière face à la Biélorussie (4-0) en match qualificative pour la Coupe du monde 2014.
Le 26 mars 2013, lors d'un match qualificatif pour la Coupe du monde 2014, Pedro inscrit le seul but du match contre la France à Saint-Denis.
Membre d'une liste provisoire de 25 joueurs espagnols sélectionnés pour disputer l'Euro 2016, il fait partie de la liste définitive de 23 joueurs annoncée le 31 mai.
Le 29 mai 2016, lors du match de préparation de l'équipe d'Espagne contre la Bosnie Herzégovine, Pedro marque un but dans les dernières secondes d'arrêt de jeu. Le match se termine avec un score de 3-1 pour l'Espagne.
Le 20 juin 2016, en plein Euro 2016, il déclenche la polémique en déclarant ne pas être sûr de vouloir continuer en équipe nationale si c'est pour être remplaçant.

## Style de jeu
Joueur atypique, Pedro est aussi à l'aise de son pied droit que du gauche. Il peut jouer sur l'aile gauche comme sur l'aile droite. Il a une bonne vision de jeu, ce qui lui permet d'être toujours bien placé pour réceptionner les bons ballons. Altruiste et très technique, il est capable aussi de distiller des passes décisives pour ses coéquipiers. Pedro est un joueur avec une endurance hors pair, il est capable de passer tout le match à enchaîner les aller retour afin de suppléer son latéral. Sa qualité d'appel de balle et sa finition font de lui un joueur redouté par toutes les défenses.
Thierry Henry dit de l'Espagnol : « La façon dont il joue, la façon dont il se comporte, il ne parle pas, il ne crée pas de problème, c'est un joueur d'équipe idéal que vous soyez son coéquipier ou son patron. Il n'a pas besoin d'apprendre, il connaissait déjà tous les fondamentaux la première fois que je l'ai vu. »

## Statistiques

### Statistiques détaillées
| Saison                | Club                  | Championnat           | Championnat | Championnat | Championnat | Coupe nationale | Coupe nationale | Coupe nationale | Coupe de la Ligue | Coupe de la Ligue | Coupe de la Ligue | Supercoupe | Supercoupe | Supercoupe | Compétition(s) continentale(s) | Compétition(s) continentale(s) | Compétition(s) continentale(s) | Compétition(s) continentale(s) | Supercoupe UEFA | Supercoupe UEFA | Supercoupe UEFA | Coupe du monde des clubs | Coupe du monde des clubs | Coupe du monde des clubs | Espagne | Espagne | Espagne | Total | Total | Total |
| Saison                | Club                  | Division              | M.          | B.          | P.d.        | M.              | B.              | P.d.            | M.                | B.                | P.d.              | M.         | B.         | P.d.       | Comp.                          | M.                             | B.                             | P.d.                           | M.              | B.              | P.d.            | M.                       | B.                       | P.d.                     | M.      | B.      | P.d.    | M.    | B.    | P.d.  |
| 2006-2007             | FC Barcelone B        | 2ªB                   | 1           | 0           | -           | -               | -               | -               | -                 | -                 | -                 | -          | -          | -          | -                              | -                              | -                              | -                              | -               | -               | -               | -                        | -                        | -                        | -       | -       | -       | 1     | 0     | 0     |
| 2007-2008             | FC Barcelone B        | TD                    | 37          | 7           | -           | -               | -               | -               | -                 | -                 | -                 | -          | -          | -          | -                              | -                              | -                              | -                              | -               | -               | -               | -                        | -                        | -                        | -       | -       | -       | 37    | 7     | 0     |
| 2008-2009             | FC Barcelone B        | 2ªB                   | 17          | 10          | -           | -               | -               | -               | -                 | -                 | -                 | -          | -          | -          | -                              | -                              | -                              | -                              | -               | -               | -               | -                        | -                        | -                        | -       | -       | -       | 17    | 10    | 0     |
| Sous-total            | Sous-total            | Sous-total            | 55          | 17          | -           | -               | -               | -               | -                 | -                 | -                 | -          | -          | -          | -                              | -                              | -                              | -                              | -               | -               | -               | -                        | -                        | -                        | -       | -       | -       | 55    | 17    | 0     |
| 2007-2008             | FC Barcelone          | Liga                  | 2           | 0           | 0           | -               | -               | -               | -                 | -                 | -                 | -          | -          | -          | C1                             | -                              | -                              | -                              | -               | -               | -               | -                        | -                        | -                        | -       | -       | -       | 2     | 0     | 0     |
| 2008-2009             | FC Barcelone          | Liga                  | 6           | 0           | 0           | 3               | 0               | 0               | -                 | -                 | -                 | -          | -          | -          | C1                             | 5                              | 0                              | 0                              | -               | -               | -               | -                        | -                        | -                        | -       | -       | -       | 14    | 0     | 0     |
| 2009-2010             | FC Barcelone          | Liga                  | 34          | 12          | 2           | 4               | 3               | 2               | -                 | -                 | -                 | 2          | 1          | 1          | C1                             | 9                              | 4                              | 1                              | 1               | 1               | 0               | 2                        | 2                        | 0                        | 8       | 1       | 2       | 60    | 24    | 8     |
| 2010-2011             | FC Barcelone          | Liga                  | 33          | 13          | 9           | 7               | 4               | 1               | -                 | -                 | -                 | 1          | 0          | 1          | C1                             | 12                             | 5                              | 1                              | -               | -               | -               | -                        | -                        | -                        | 5       | 1       | 1       | 58    | 23    | 13    |
| 2011-2012             | FC Barcelone          | Liga                  | 29          | 5           | 3           | 5               | 4               | 0               | -                 | -                 | -                 | 2          | 0          | 0          | C1                             | 9                              | 4                              | 0                              | 1               | 0               | 0               | 2                        | 0                        | 1                        | 5       | 0       | 2       | 53    | 13    | 6     |
| 2012-2013             | FC Barcelone          | Liga                  | 28          | 7           | 7           | 5               | 1               | 0               | -                 | -                 | -                 | 2          | 1          | 0          | C1                             | 10                             | 1                              | 2                              | -               | -               | -               | -                        | -                        | -                        | 13      | 11      | 3       | 58    | 21    | 12    |
| 2013-2014             | FC Barcelone          | Liga                  | 37          | 15          | 8           | 8               | 3               | 2               | -                 | -                 | -                 | 2          | 0          | 0          | C1                             | 7                              | 1                              | 0                              | -               | -               | -               | -                        | -                        | -                        | 10      | 1       | 0       | 64    | 20    | 10    |
| 2014-2015             | FC Barcelone          | Liga                  | 35          | 6           | 6           | 6               | 5               | 0               | -                 | -                 | -                 | -          | -          | -          | C1                             | 9                              | 0                              | 3                              | -               | -               | -               | -                        | -                        | -                        | 9       | 2       | 0       | 59    | 13    | 9     |
| 2015-2016             | FC Barcelone          | Liga                  | -           | -           | -           | -               | -               | -               | -                 | -                 | -                 | 2          | 0          | 0          | C1                             | -                              | -                              | -                              | 1               | 1               | 0               | -                        | -                        | -                        | -       | -       | -       | 3     | 1     | 0     |
| Sous-total            | Sous-total            | Sous-total            | 204         | 58          | 35          | 38              | 20              | 5               | -                 | -                 | -                 | 11         | 2          | 2          | -                              | 61                             | 15                             | 7                              | 3               | 2               | 0               | 4                        | 2                        | 1                        | 50      | 16      | 8       | 371   | 115   | 58    |
| 2015-2016             | Chelsea FC            | Premier League        | 29          | 7           | 3           | 4               | 0               | 0               | 1                 | 1                 | 0                 | -          | -          | -          | C1                             | 6                              | 0                              | 0                              | -               | -               | -               | -                        | -                        | -                        | 9       | 1       | 0       | 49    | 9     | 3     |
| 2016-2017             | Chelsea FC            | Premier League        | 35          | 9           | 9           | 5               | 4               | 2               | 3                 | 0                 | 0                 | -          | -          | -          | -                              | -                              | -                              | -                              | -               | -               | -               | -                        | -                        | -                        | 3       | 0       | 1       | 46    | 13    | 12    |
| 2017-2018             | Chelsea FC            | Premier League        | 31          | 4           | 2           | 6               | 2               | 0               | 3                 | 0                 | 1                 | 1          | 0          | 0          | C1                             | 7                              | 1                              | 2                              | -               | -               | -               | -                        | -                        | -                        | 2       | 0       | 0       | 50    | 7     | 5     |
| 2018-2019             | Chelsea FC            | Premier League        | 31          | 8           | 2           | 1               | 0               | 0               | 5                 | 0                 | 0                 | 1          | 0          | 0          | C3                             | 14                             | 5                              | 3                              | -               | -               | -               | -                        | -                        | -                        | -       | -       | -       | 52    | 13    | 5     |
| 2019-2020             | Chelsea FC            | Premier League        | 11          | 1           | 1           | 6               | 0               | 1               | 2                 | 1                 | 1                 | -          | -          | -          | C1                             | 3                              | 0                              | 0                              | 1               | 0               | 0               | -                        | -                        | -                        | -       | -       | -       | 23    | 2     | 3     |
| Sous-total            | Sous-total            | Sous-total            | 137         | 29          | 17          | 22              | 6               | 3               | 14                | 2                 | 2                 | 2          | 0          | 0          | -                              | 30                             | 6                              | 5                              | 1               | 0               | 0               | -                        | -                        | -                        | 14      | 1       | 1       | 220   | 44    | 28    |
| 2020-2021             | AS Rome               | Serie A               | 27          | 5           | 3           | 1               | 0               | 0               | -                 | -                 | -                 | -          | -          | -          | C3                             | 12                             | 1                              | 2                              | -               | -               | -               | -                        | -                        | -                        | -       | -       | -       | 40    | 6     | 5     |
| 2021-2022             | Lazio Rome            | Serie A               | 32          | 9           | 4           | 1               | 0               | 0               | -                 | -                 | -                 | -          | -          | -          | C3                             | 8                              | 1                              | 2                              | -               | -               | -               | -                        | -                        | -                        | -       | -       | -       | 41    | 10    | 6     |
| 2022-2023             | Lazio Rome            | Serie A               | 36          | 3           | 3           | 2               | 0               | 0               | -                 | -                 | -                 | -          | -          | -          | C3+C4                          | 5+3                            | 2+1                            | 0+0                            | -               | -               | -               | -                        | -                        | -                        | -       | -       | -       | 46    | 6     | 3     |
| 2023-2024             | Lazio Rome            | Serie A               | 32          | 1           | 1           | 3               | 0               | 0               | -                 | -                 | -                 | 1          | 0          | 0          | C1                             | 8                              | 2                              | 0                              | -               | -               | -               | -                        | -                        | -                        | -       | -       | -       | 44    | 3     | 1     |
| 2024-2025             | Lazio Rome            | Serie A               | 30          | 10          | 1           | 2               | 0               | 1               | -                 | -                 | -                 | -          | -          | -          | C3                             | 12                             | 4                              | 3                              | -               | -               | -               | -                        | -                        | -                        | -       | -       | -       | 44    | 14    | 5     |
| Sous-total            | Sous-total            | Sous-total            | 129         | 21          | 9           | 8               | 0               | 1               | -                 | -                 | -                 | 1          | 0          | 0          | -                              | 36                             | 10                             | 3                              | -               | -               | -               | -                        | -                        | -                        | -       | -       | -       | 174   | 31    | 13    |
| Total sur la carrière | Total sur la carrière | Total sur la carrière | 550         | 130         | 64          | 69              | 26              | 9               | 14                | 2                 | 2                 | 14         | 2          | 2          | -                              | 139                            | 32                             | 17                             | 4               | 2               | 0               | 4                        | 2                        | 1                        | 64      | 17      | 9       | 858   | 213   | 104   |

### Buts en sélection
| #  | Date             | Lieu        | Adversaire         | Score | Résultats | Compétitions                            |
| -- | ---------------- | ----------- | ------------------ | ----- | --------- | --------------------------------------- |
| 1  | 8 juin 2010      | Espagne     | Pologne            | 1-0   | 1-0       | Match amical                            |
| 2  | 7 juin 2011      | Venezuela   | Venezuela          | 0-2   | 0-3       | Match amical                            |
| 3  | 7 septembre 2012 | Espagne     | Arabie saoudite    | 2-0   | 5-0       | Match amical                            |
| 4  | 7 septembre 2012 | Espagne     | Arabie saoudite    | 5-0   | 5-0       | Match amical                            |
| 5  | 12 octobre 2012  | Biélorussie | Biélorussie        | 0-2   | 0-4       | Éliminatoires de la Coupe du monde 2014 |
| 6  | 12 octobre 2012  | Biélorussie | Biélorussie        | 0-3   | 0-4       | Éliminatoires de la Coupe du monde 2014 |
| 7  | 12 octobre 2012  | Biélorussie | Biélorussie        | 0-4   | 0-4       | Éliminatoires de la Coupe du monde 2014 |
| 8  | 14 novembre 2012 | Panama      | Panama             | 0-1   | 1-5       | Match amical                            |
| 9  | 14 novembre 2012 | Panama      | Panama             | 0-3   | 1-5       | Match amical                            |
| 10 | 6 février 2013   | Qatar       | Uruguay            | 2-1   | 3-1       | Match amical                            |
| 11 | 6 février 2013   | Qatar       | Uruguay            | 3-1   | 3-1       | Match amical                            |
| 12 | 26 mars 2013     | France      | France             | 0-1   | 0-1       | Éliminatoires de la Coupe du monde 2014 |
| 13 | 16 juin 2013     | Brésil      | Uruguay            | 1-0   | 2-1       | Coupe des confédérations 2013           |
| 14 | 5 mars 2014      | Espagne     | Italie             | 1-0   | 1-0       | Match amical                            |
| 15 | 8 septembre 2014 | Espagne     | Macédoine du Nord  | 5-1   | 5-1       | Éliminatoires de l'Euro 2016            |
| 16 | 15 novembre 2014 | Espagne     | Biélorussie        | 3-0   | 3-0       | Éliminatoires de l'Euro 2016            |
| 17 | 29 mai 2016      | Suisse      | Bosnie-Herzégovine | 3-1   | 3-1       | Match amical                            |

## Palmarès

### Club
| FC Barcelone - Championnat d'Espagne - Champion en 2009, 2010, 2011, 2013 et 2015 - Coupe du Roi - Vainqueur en 2009, 2012 et 2015 - Finaliste en 2011 et 2014 - Supercoupe d'Espagne - Vainqueur en 2009, 2010, 2011 et 2013 - Finaliste en 2012 et 2015 - Ligue des champions - Vainqueur en 2009, 2011 et 2015 - Supercoupe de l'UEFA - Vainqueur en 2009, 2011 et 2015 - Coupe du monde des clubs - Vainqueur en 2009 et 2011 |  | Chelsea FC - Championnat d'Angleterre - Champion en 2017 - Coupe d'Angleterre - Vainqueur en 2018 - Finaliste en 2017 et 2020 - Community Shield - Finaliste en 2017 et 2018 - Coupe de la Ligue anglaise - Finaliste : 2019 - Ligue Europa - Vainqueur en 2019 - Supercoupe de l'UEFA - Finaliste : 2019 |

### Équipe nationale
Espagne
- Coupe du monde
  - Vainqueur en 2010

- Championnat d'Europe
  - Vainqueur en 2012

- Coupe des confédérations
  - Finaliste en 2013